# The Stanley Dynamic
The Stanley Dynamic  è una sitcom live-action/animata canadese trasmessa in anteprima su YTV il 19 marzo 2015. La serie è interpretata da Charles Vandervaart, Taylor Abrahamse, Madison Ferguson, Kate Hewlett e Michael Barbuto. Lo show è stato candidato per un Canadian Screen Award per la migliore sceneggiatura in un programma o serie per bambini o giovani. È stato anche finalista ai Cynopsis Kids Imagine Awards 2016 per la migliore nuova serie e ha vinto una menzione d'onore in due categorie.

## Trama
La serie ruota attorno a Larry e al suo fratello gemello animato Luke mentre si fanno strada attraverso il liceo, così come il resto della famiglia Stanley, tra cui Lori, Luke e la geniale sorellina di Larry, Lane, il loro padre fumettista, e Lisa, la loro madre ristoratrice.

## Personaggi

### Principali
- Luke Stanley (Taylor Abrahamse) è il fratello gemello animato di Larry Stanley ed il fratello maggiore di Lori Stanley. È l'unico personaggio animato della famiglia, anche se raramente viene riconosciuto dagli altri.[5]  È in grado di allungare gli arti ed è molto flessibile, anche se prova dolore nel farlo. È anche in grado di cambiarsi rapidamente i vestiti semplicemente girando velocemente.
- Larry Stanley (Charles Vandervaart) è il fratello gemello in carne ed ossa di Luke Stanley e il fratello maggiore di Lori Stanley. È un membro della squadra di football della scuola, un cercatore di attenzioni, e ha dimostrato di non capire molte cose, specialmente il sarcasmo e l'ironia.[6]
- Lori Stanley (Madison Ferguson) è la geniale sorellina di Luke e Larry Stanley. Ha dimostrato di essere la più intelligente della famiglia. È appassionata di entomologia e ama approfittare dei suoi due fratelli maggiori.[7]
- Lisa Stanley (Kate Hewlett) è la madre di Luke, Larry e Lori Stanley, nonché una ristoratrice presso il Brockdale Community Centre.[8]
- Lane Stanley (Michael Barbuto) è il padre di Luke, Larry e Lori Stanley, nonché un fumettista.[7]

### Ricorrenti
- Pamela Fontaine (Josette Jorge) è l'amministratore del Brockdale Community Centre.[9]
- Doop (Bill Turnbull) è il custode del Brockdale Community Centre.
- Chelsea (Chelsea Clark) è l'interesse amoroso di Luke e Larry. (stagione 1)[10]
- Darnell (Isaiah Lee) è un amico di Larry nella squadra di football.
- Summer Dewhurst (Eliana Jones) è l'amica e vicina di casa di Luke e Larry, nonché direttore sportivo del Brockdale Community Centre.
- Leonard Stanley (Michael Gross) è il nonno di Luke, Larry e Lori Stanley, e il padre di Lisa Stanley.
- Morgan Watson (Natalie Ganzhorn) è una compagna di scuola di Luke e Larry
- Ronnie Van Helsing (Graeme Jokic) è un compagno di scuola di Luke e Larry
- Mina (Tamina Pollack-Paris) è la sorella di Darnell che ha una cotta per Larry. (stagione 2)

### Guest star
- David Hewlett è l'astronauta Glenn Cooper[11]
- Alan Thicke è se stesso[12]
- Jaleel White è il Preside Webber
- Munro Chambers è Rupert
- Neil Crone è l'Agente Ben
- Charlie Storwick è se stesso

## Episodi
| Stagione         | Episodi | Prima TV USA | Prima TV Italia |
| ---------------- | ------- | ------------ | --------------- |
| Prima stagione   | 26      | 2015-2016    | Inedita         |
| Seconda stagione | 26      | 2016-2017    | Inedita         |